# كسوف الشمس 13 سبتمبر 2015
كسوف جزئي للشمس سيحدث في 13 سبتمبر 2015. و كسوف الشمس يحدث عندما يكون القمر يمر بين الأرض والشمس.
كسوف الشمس ظاهرة فلكية تحدث عند استقامة هذه الأجرام على التوالي: الشمس-القمر-الأرض.
كما تظهر الصورة المتحركة فإن هذا الكسوف سيبدأ من أجزاء من ناميبيا، بوتسوانا، زيمبابوي و موزمبيق، ليتجه ظل القمر جنوبا نحو جنوب افريقيا، سوازيلاند و ليسوثو، ليتحرك جنوبا نحو المحيط الأطلسي الجنوبي، ومن ثم ينهي مساره في أنتارتيكا.

## وصلات خارجية
- http://eclipse.gsfc.nasa.gov/SEplot/SEplot2001/SE2015Sep13P.GIF